# Орловское (Саратовская область)
Орловское — село в Марксовском районе Саратовской области, в составе Подлесновского муниципального образования. Основано как немецкая колония в 1767 году. Население — 1441 (2010).

## История
Основано 7 июня 1767 года вызывателем бароном Борегардом. Наименование получила по имени президента Канцелярии опекунства иностранных графа Г. Орлова. Первые поселенцы — 87 семей из Саксонии, Ангальт-Дессау и Цербста. До октября 1918 года немецкая колония Екатериненштадтской волости Николаевского уезда Самарской губернии.
В 1910 году село имело церковь, 2-х классное министерское училище, 2 земских и 1 церковно-приходскую школы, приют для глухонемых и вольную пожарную дружину.
После образования трудовой коммуны (автономной области) немцев Поволжья и до ликвидации АССР немцев Поволжья в 1941 году, село Орловское — административный центр Орловского сельского совета Марксштадтского кантона.
В голод 1921 года в селе родилось 181, умерли 632 человек. В 1926 году в селе имелись сельсовет, сельскохозяйственное кредитное товарищество, начальная школа, детдом, школа крестьянской молодёжи, библиотека, изба-читальня.
В период коллективизации организованы колхозы «Ротармист», «Кемпфер», «Зиг», «Коммунист», имени Молотова, действовала МТС.
28 августа 1941 года был издан Указ Президиума ВС СССР о переселении немцев, проживающих в районах Поволжья. Немецкое население депортировано в Сибирь и Казахстан, село, как и другие населённые пункты Марксштадтского кантона было включено в состав Саратовской области.
Дом культуры в селе Орловское располагается в здании бывшей церкви.

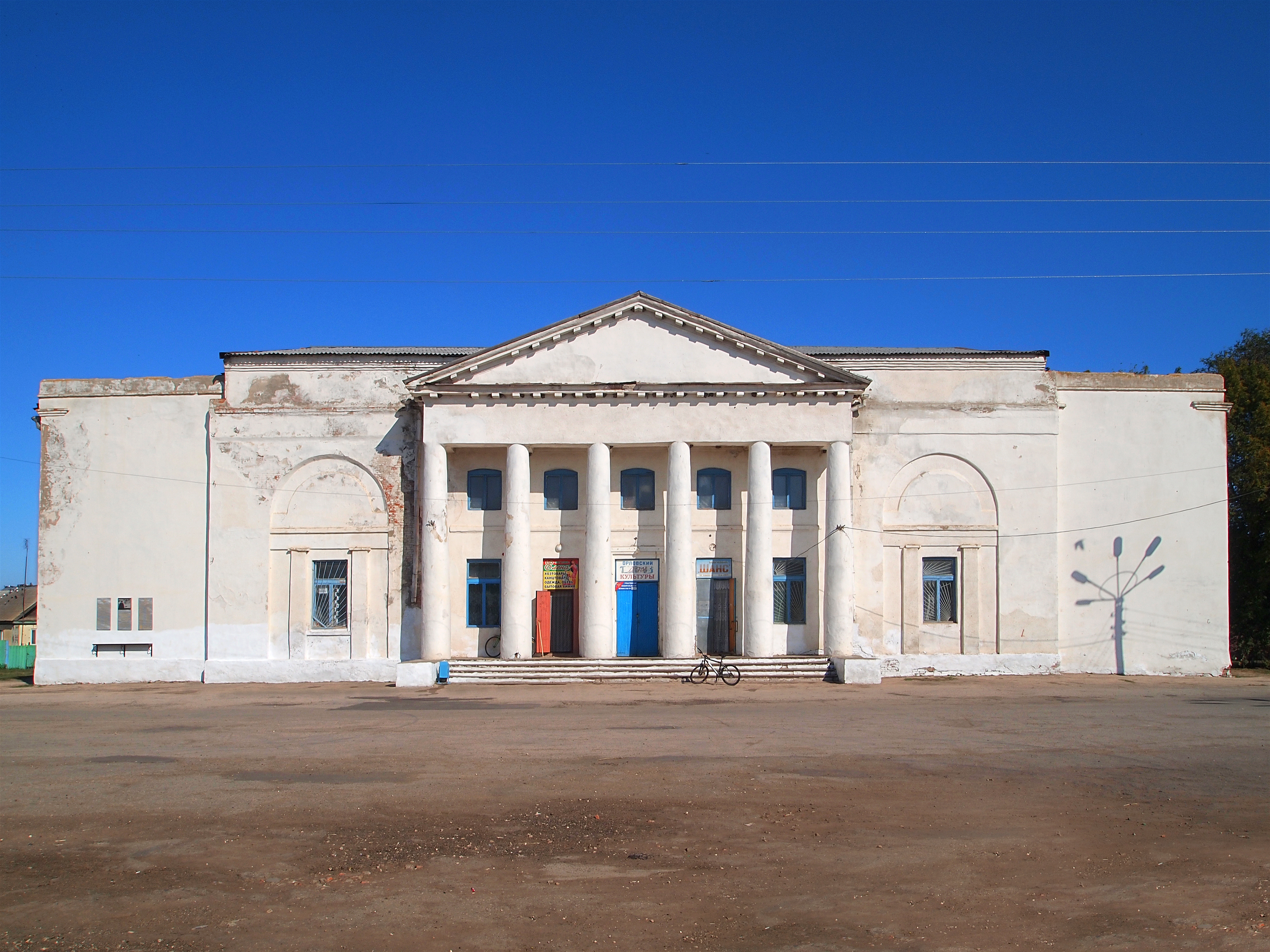
Орловское, бывшая Лютеранская церковь

## Физико-географическая характеристика
Село находится в Низком Заволжье, относящемся к Восточно-Европейской равнине, на левом берегу Волги, напротив острова Воскресенский. Высота центра населённого пункта — 20 метров над уровнем моря. В окрестностях населённого пункта распространены тёмно-каштановые солонцеватые и солончаковые почвы.
По автомобильным дорогам расстояние до областного центра города Саратова — 83 км, до города Энгельс — 65 км, до районного центра города Маркс — 18 км. Через село проходит региональная автодорога Р226 (Волгоград — Энгельс — Самара).

### Климат
Климат умеренный континентальный (согласно классификации климатов Кёппена — Dfa). Многолетняя норма осадков — 500 мм. Наибольшее количество осадков выпадает в декабре — 53 мм, наименьшее в марте — 30 мм. Среднегодовая температура положительная и составляет 6,5 °С, средняя температура самого холодного месяца января — -10,3 °С, самого жаркого месяца — июля — 22,8 °С.

### Часовой пояс
Орловское, как и вся Саратовская область, находится в часовой зоне МСК+1. Смещение применяемого времени относительно UTC составляет +4:00.

## Население
| 1987  | 2002 |
| ----- | ---- |
| ≈1300 | 1250 |

| 1767  | 1773  | 1788  | 1798  | 1816  | 1834  | 1850  |
| ----- | ----- | ----- | ----- | ----- | ----- | ----- |
| 284   | ↗363  | ↘344  | ↗415  | ↗791  | ↗1302 | ↗1769 |
| 1859  | 1889  | 1897  | 1905  | 1910  | 1920  | 1922  |
| ↗2376 | ↗3277 | ↗3775 | ↗5781 | ↗6192 | ↘4370 | ↘2847 |
| 1926  | 1931  | 2002  | 2010  |       |       |       |
| ↘2759 | ↗4197 | ↘1408 | ↗1441 |       |       |       |

### Национальный состав
В 1931 году 100 % населения села составляли немцы.